# 테리 비슨

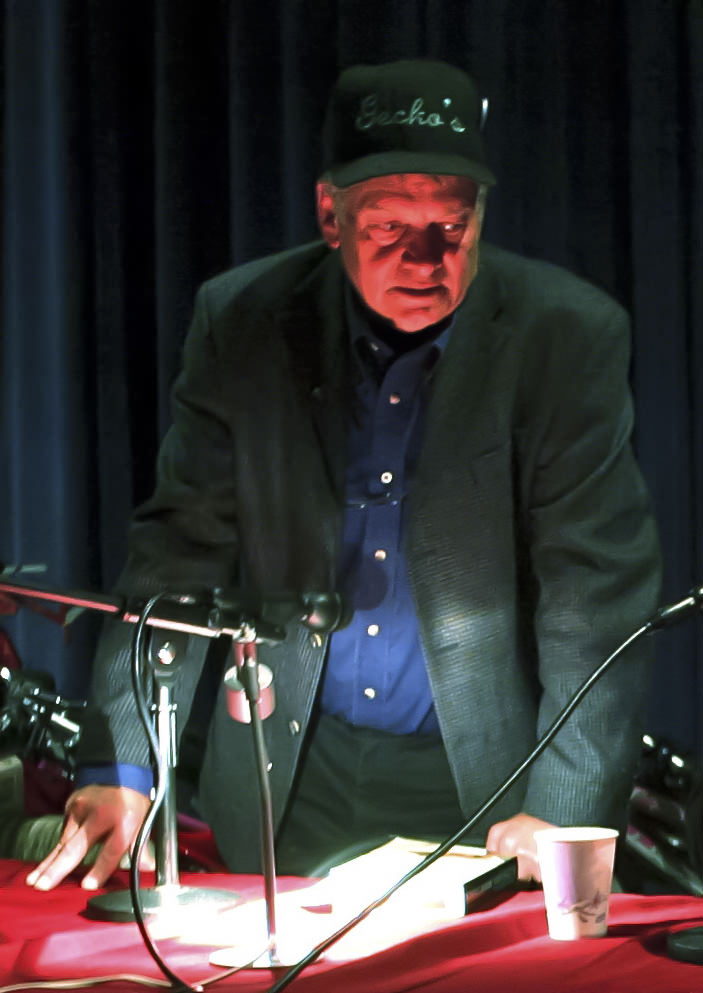
2009년 모습

테리 비슨(Terry Bisson, 본명: 테리 발렌타인 비슨, Terry Ballantine Bisson, 1942년 2월 12일 ~ 2024년 1월 10일)은 미국의 SF (장르) 및 판타지 작가이다. 휴고상과 네뷸러상을 수상한 "Bears Discover Fire"(곰이 불을 발견하다)와 "They're Made Out of Meat"(그것들은 고기로 만들어졌다)를 포함한 단편 소설로 가장 잘 알려져 있다.

## 소설화된 영화
- 가상현실 (영화)
- 코드명 J
- 제5원소 (영화)
- 에이리언 4
- 갤럭시 퀘스트
- 6번째 날